# Karim Rekik
Karim Rekik (àrab: كريم رقيق, Karīm Raqīq; nascut el 2 de desembre de 1994) és un futbolista professional neerlandès que juga com a defensa a l'Al-Jazira.

## Biografia
Rekik va néixer a La Haia. El seu pare va néixer a Tunísia i la seva mare és ajudant d'ensenyament de primària holandesa. Té un germà petit, Omar, que també és un futbolista professional que juga de central a l'Arsenal.
Rekik va començar el seu futbol quan va fitxar per l'Scheveningen el 1999 abans d'unir-se al Feyenoord, on es va quedar nou anys. Però el març de 2011, el Manchester City s'hi va interessar, mentre el Feyernood estava decidit a mantenir-lo. El cas va crear polèmica, i el club va portar el cas a la Federació neerlandesa, en protesta per la pèrdua dels seus joves davant els clubs de la Premier League. El club també estava considerant accions legals contra l'agent de Rekik, Søren Lerby, tot i que va insistir que seguiria les regles de la FIFA. El cas va ser arxivat.

## Carrera de club

### Manchester City
Rekik va fitxar pel Manchester City procedent del Feyenoord l'estiu del 2011 i va debutar amb el primer equip a la Supercopa de Dublín a la pretemporada.
Va debutar oficialment amb el primer equip amb el Manchester City el 21 de setembre de 2011 contra el Birmingham City a la tercera ronda de la Copa de la Lliga, substituint Wayne Bridge en els últims 12 minuts del partit. El seu debut contra el Birmingham City el va convertir en el jugador estranger més jove a aparèixer en un partit sènior del City, amb només 16 anys i 294 dies. També va jugar com a substitut al minut 73 a la quarta ronda de la competició contra el Wolverhampton Wanderers FC a Molineux, entrant en lloc de Luca Scapuzzi.
Rekik va tornar al Manchester City al final de la temporada 2011-12. El 5 de desembre de 2012, es va anunciar que Rekik signava un contracte a llarg termini amb el club. Va començar en el seu debut a la Premier League, una victòria per 1-0 a casa contra el Reading el 22 de desembre de 2012, i va ser substituït per James Milner al minut 84. Reading va afirmar que es mereixien un penal per la desafiament de Rekik a Jay Tabb, que no va ser concedit per l'àrbitre Mike Dean.
El 10 d'agost de 2014, Rekik va ser un substitut no utilitzat, en un partit en què el City va perdre la Community Shield per 3-0 davant l'Arsenal a l'estadi de Wembley.

#### Cessions a Anglaterra
El 22 de març de 2012, es va confirmar que Michael Appleton prenia Scapuzzi i Rekik en una cessió d'un mes a Portsmouth de l'Championship. Va debutar amb el Portsmouth el 27 de març, en la victòria a casa per 2-0 contra el Hull City. Aquesta també va ser la primera aparició de Rekik a la lliga sènior al futbol de clubs. A diferència d'Scapuzzi, Rekik es va convertir en un titular habitual quan el Portsmouth lluitava per lluitar contra el descens. Va ser una figura sempre present a la defensa del Portsmouth quan la lliga arribava al final. No obstant això, va descendir al final de la temporada.
El 15 de febrer de 2013, es va confirmar que Rekik s'uniria al Blackburn Rovers de la Championship fins al final de la temporada. El moviment el va reunir amb el seu antic entrenador de Portsmouth Appleton. Rekik va fer el seu debut al Blackburn Rovers, jugant com a migcampista esquerre, en una derrota per 2-0 contra el Hull City el 19 de febrer de 2013. Rekik va fer cinc aparicions amb el club.

#### PSV Eindhoven (cessió)
El 8 de juliol de 2013, es va confirmar que Rekik s'uniria al PSV Eindhoven cedit per a la temporada 2013-14, i portant el número 3.
Rekik va debutar al PSV Eindhoven, a l'anada de la tercera ronda de la Lliga de Campions, en la victòria per 2-0 contra el Zulte Waregem el 30 de juliol de 2013. Tres dies després, Rekik va fer el seu debut a la lliga, en el primer partit de la temporada, en una victòria per 3-2 sobre l'ADO Den Haag. Rekik va jugar els tres partits restants al play-off de la Lliga de Campions, i el PSV va ser eliminat per l'AC Milan. No obstant això, Rekik va patir una lesió al turmell mentre jugava un partit internacional. Com a resultat, Rekik estaria fora durant quatre setmanes, i finalment s'hauria de sotmetre a una cirurgia. La cirurgia va tenir èxit i el va resultar fora durant quatre setmanes més. Després de dos mesos al marge, Rekik va tornar del primer equip el 2 de novembre de 2013, en un empat 1-1 contra el PEC Zwolle. Després va marcar el seu primer gol a l'Eredivisie amb el PSV el 7 de desembre en la derrota a casa per 2-6 davant el SBV Vitesse. Rekik va passar a capitanejar dos partits en absència de Georginio Wijnaldum contra l'FC Utrecht i l'ADO Den Haag. Més tard, a la temporada 2013-14, Rekik es va convertir en un titular habitual del PSV, ja que va jugar vint-i-cinc partits amb el club.

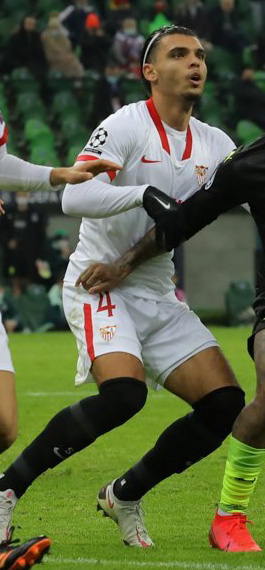
Rekik jugant al Sevilla el 2020

A causa de la seva bona actuació al PSV, Rekik tenia ganes de tornar a unir-se al PSV per segona vegada la temporada vinent, tot i que podria tornar al Manchester City. No obstant això, Rekik va dir que no tornaria al Manchester City la propera temporada tret que se li donin oportunitats del primer equip.
Quan s'acabava el seu període de préstec amb el PSV, Rekik estava vinculat amb un trasllat al Marsella. En canvi, el 14 d'agost de 2014, va anunciar que Rekik tornava al PSV fins al final de la temporada. Va arribar el primer partit de Rekik després de fitxar pel club com a cedit per segona vegada, en la victòria per 6-1 contra el NAC Breda el 16 d'agost de 2014. Aleshores, Rekik va marcar el seu segon gol de la seva carrera al PSV el 9 de novembre de 2014, en la victòria per 2-1 contra l'Heracles. Des que va fer el seu segon debut amb el PSV, Rekik va continuar sent al primer equip en partits seguits fins que va patir una lesió als isquiotibials i va ser substituït durant un partit contra l'AZ Alkmaar. Després de tornar als entrenaments, Rekik va tornar al primer equip el 22 de març de 2015, en una derrota per 2-1 contra el Feyernood. Malgrat això, Rekik va ajudar el PSV a guanyar la seva primera lliga des del 2008. Rekik més tard va parlar de la victòria del club de la lliga. Igual que la seva primera temporada al PSV, Rekik es va establir al primer equip amb vint-i-nou aparicions i va formar una sòlida associació de defensa central amb Jeffrey Bruma.
Després de la finalització de la temporada 2014-15, el PSV tenia ganes de fitxar Rekik per tercera vegada. Tanmateix, el PSV va decidir no fitxar-lo després que Rekik deixés clar que volia jugar en una lliga més gran que l'Eredivisie.

### Marsella
El 30 de juny de 2015, Rekik es va unir a l'Marsella per una quota no revelada després de fer només dues aparicions al Manchester City en quatre anys. El moviment es va confirmar més tard el 2 de juliol de 2015 i es va donar a conèixer el jugador, juntament amb Lucas Ocampos. Rekik va marcar el seu primer gol amb el Marsella en un empat per 1-1 a la Lliga 1 amb el seu rival Lió el 20 de setembre.

### Hertha BSC
El 16 de juny de 2017, va fitxar per l'Hertha BSC per una quota de 2,5 milions d'euros com a substitut a llarg termini del John Anthony Brooks que marxava al VfL Wolfsburg.

### Sevilla
El 5 d'octubre de 2020, Rekik va fitxar pel Sevilla FC fins al 2025.

## Carrera internacional
L'agost de 2013, Rekik va ser convocat per primera vegada amb els Països Baixos per als dos partits de la classificació per a la Copa del Món, però no va arribar a jugar.
Rekik va debutar amb la selecció dels Països Baixos en una derrota amistosa per 2-0 davant França a l'Estadi de França el 6 de març de 2014. El maig de 2014, va ser inclòs a l'equip provisional de 30 jugadors de l'entrenador Louis van Gaal per a la Copa del Món de la FIFA 2014. No obstant això, el 31 de maig de 2014, van Gaal va anunciar la seva última plantilla, i Rekik quedava fora de la convocatòria final de 23 homes.

## Palmarès

### Club
PSV
- Eredivisie: 2014–15

Marsella
- Subcampió de la Copa de França: 2015–16

Sevilla FC
- Lliga Europa de la UEFA: 2022-23[53]

### Internacional
Països Baixos Sub-17
- Campionat d'Europa sub-17 de la UEFA: 2011[54]